# Literatura sánscrita

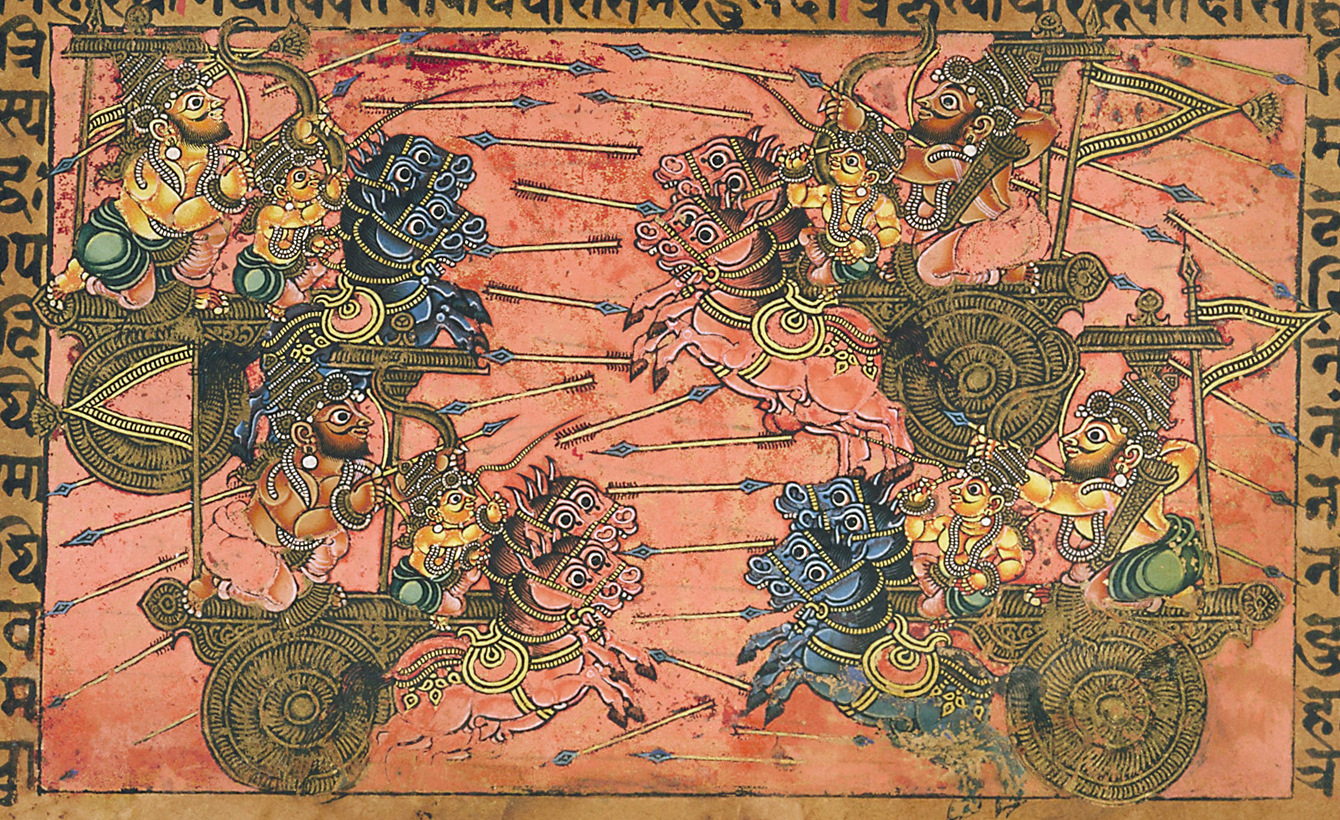
Kripa y shikhandi en la batalla de Kurukshetra

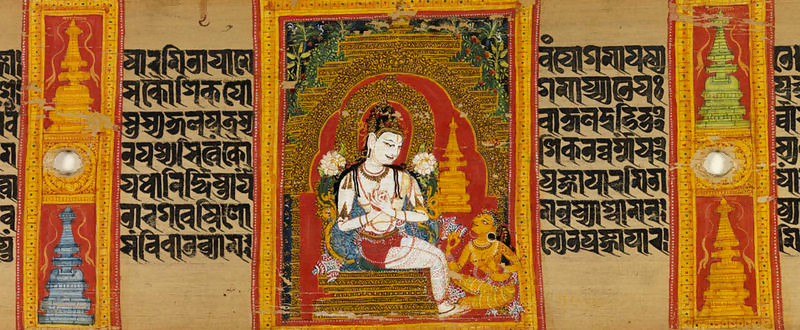
Pintura del Bodhisattva Maitreya en su trono (Manuscrito del Astasahasroka Prajñaparamita)

Las primeras manifestaciones de muchos de los géneros literarios que más tarde aparecerían en Occidente se dieron en la literatura oriental, en especial en la literatura sánscrita. Hacia el 1500 a C. se empieza a componer la más remota de las manifestaciones literarias de los pueblos indoeuropeos: el Rig-veda. El idioma sánscrito es la más antigua evolución de las lenguas indoeuropeas.

## Periodo védico

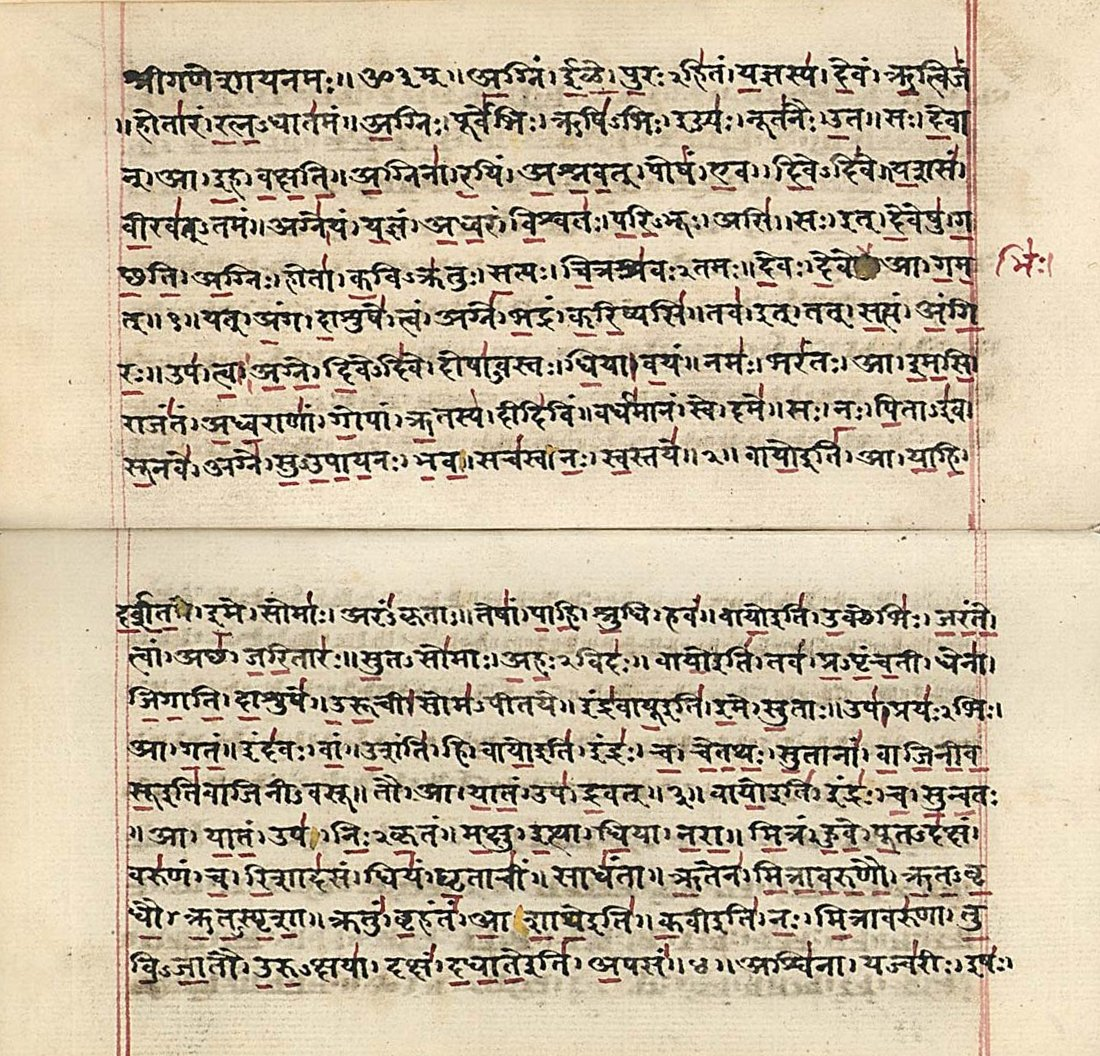
Rigveda en papel

Son las producciones literarias más antiguas de la literatura cultural occidental en el idioma sánscrito: surge en la India entre el III y II milenio a. C. (hasta el siglo VII a. C.). Las obras literarias de este periodo se conservan por su carácter de texto religioso y uso en la liturgia. Hay tres grandes grupos de obras: Samhita (colecciones o vedas), Brahmana y Sutras. La temática esencial es el conocimiento y el culto religioso: himnos litúrgicos y domésticos, aforismos sobre ritos y gramática, cantos nupciales y funerarios, conjuros, etc.

### Samhita (o colecciones) →Vedas
* Rig-veda:  Compuesta de 1.028 himnos escritos entre 1500 y 1000 a. C. (época de las invasiones arias). Su función es invocar a Dios a la asistencia de los sacrificios. Usan imágenes poéticas, con gran riqueza mitológica y una descripción magnificiente de la naturaleza donde el hombre es espectador. 
* Atharva-veda: Son una colección de conjuros y fórmulas mágicas, compuesto de 731 himnos. Rituales domésticos, himnos funerarios y nupciales. Fórmulas y sortilegios contra la enfermedad, conservación del amor, expiación del pecado. Confluyen tradiciones de folclor popular.
* Sama-veda: Es el veda de los cantos y está muy emparentado con el Rigveda, como manual para el culto con cantos dedicados al sacrificio.
* Yagur-veda: Es el veda de las fórmulas sagradas, reúne en verso y prosa rimada: oraciones, fórmulas de culto, ritos mágicos, letanías ...

### Brahmana
Son explicaciones esotéricas de los sacrificios. Cada secta védica tenía sus propios textos. Destacando:

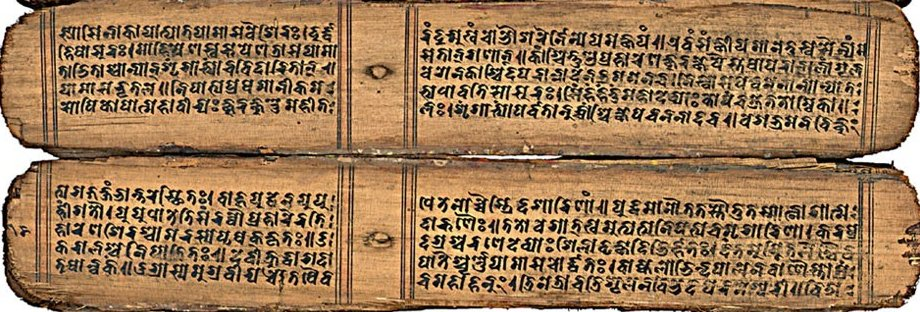
Devi Mahatmya escrito en sánscrito sobre hoja de palmera (Nepal)

- Upanishads que son exposiciones de doctrinas secretas y filosofía natural: principios del universo, principios y naturaleza de la divinidad, principios y naturaleza del alma humana (Atman), principios y naturaleza del alma universal (Brahman) y el sentido de las reencarnaciones del alma humana, entre otros temas.

- Satapathabrahmana (El Brahmana de las cien vías), en la parte del Bṛihadāraṇyaka-upaniṣad influenciado por el budismo destacan dos bellas historias: Los amores de Urvashi y el rey Pururavas y El Diluvio universal (cuyo protagonista es Manu).

### Sutras
Son una series de aforismos o breves fórmulas aprendidos de memoria sobre: principios del brahmanismo,
gramática, astronomía, cosmogonía, rituales, proverbios, acertijos, moralejas, etc.

## Periodo posvédico
Entre el siglo VI a. C. y el siglo X d. C.: poemas épicos como el Mahabhárata (que también es una enciclopedia de tradiciones religiosas y profanas); el Ramayana (historia que incorpora conocimientos religiosos y doctrinarios) y los Puranas (mitos y leyendas tradicionales).

### Mahabharata
Considerada la obra literaria más extensa del mundo con más de 200.000 versos y compuesta a su vez por 18 libros. Su autor fue Viasa (Krishna-Dwaipayana), aunque no es obra exclusiva ni es obra de una sola escuela, es el fruto de varias generaciones de autores.
A partir de una trama central novelesca y legendaria de tipo épico se introducen amplificaciones de diversas escenas, se reelaboran fases primitivas, se intercalan episodios marginales, p.ej.: Los amores de Nala y Damayanti, Discurso de Bhishmá antes de su muerte, Bhagavad Gītā (libro VI). La trama esencial del poema desarrolla las luchas entre los descendientes de los hermanos Dhirtarashtra y Pandu (del linaje de Bharata y Sakuntala), guerra que dura 18 años, en la cual abundan los altibajos de la fortuna, incidentes y acciones bélicas con gran minuciosidad. Aceptada por todas las sectas por su eclecticismo y objetividad en la exposición de doctrinas, es similar a una Biblia para los indios.

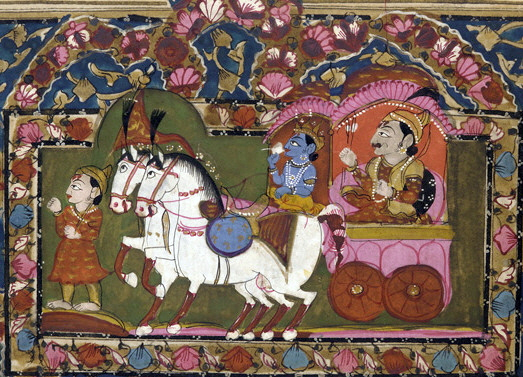
Krishna y Arjuna montados en el carro, Mahabharata

### Ramayana
El título hace referencia a las hazañas del rey Rama. Consta de 24 000 estrofas. Su autor es Valmiki. Recoge leyendas y conocimientos teológicos y filosóficos. El poema relata la historia de Rama, un rey que junto a su esposa Sita son desterrados a la selva, Sita es raptada por el jefe de los demonios llevándola a una isla donde queda presa y es liberada tras victoriosa lucha, por su esposo.

### Puranas
Etimológicamente significa “antiguas narraciones”. Son obras literarias en verso a veces mezcladas con prosa, en general son obras anónimas aunque la tradición atribuye algunas de ellas Viasa.Tiene carácter enciclopédico sobre la religión india, leyendas tradicionales y mitologías.

## Literatura budista sánscrita
En el siglo V a. C. surge una nueva religión, denominada Budismo, en honor al príncipe Siddharta dando origen a una literatura canónica y específica, escrita en los idiomas pali y sánscrito (mixto y puro).

### Tripítaka(Las tres cestas)
Es el cuerpo doctrinal del Budismo que se divide en tres grandes áreas de conocimiento:
- Vinaya-pítaka (la cesta de la disciplina) que son un conjunto de normas para la vida monacal, así como oraciones y letanías.

- Sutta-pítaka (la cesta de las enseñanzas) que son una exposición doctrinal del budismo.

- Abhidhamma-pítaka (la cesta de la ciencia superior) donde se abordan aspectos teológicos.

### Otros textos budistas
- Jataka: Son los orígenes de la novela india donde son descritas diversas reencarnaciones de Buda a través de cuentos, leyendas, fábulas y anécdotas.

- Lalita-Vistara: Es la biografía de Buda, con notas fantásticas y en tono festivo en el relato del nacimiento.

- Saddharmapundarika: El loto de la buena religión, es una obra canónica del budismo, escrita en verso y en prosa. Se expone la máxima divinización de Buda y es considerado como un texto revelador de conocimiento verdadero al ser humano.[5]

## El drama indio

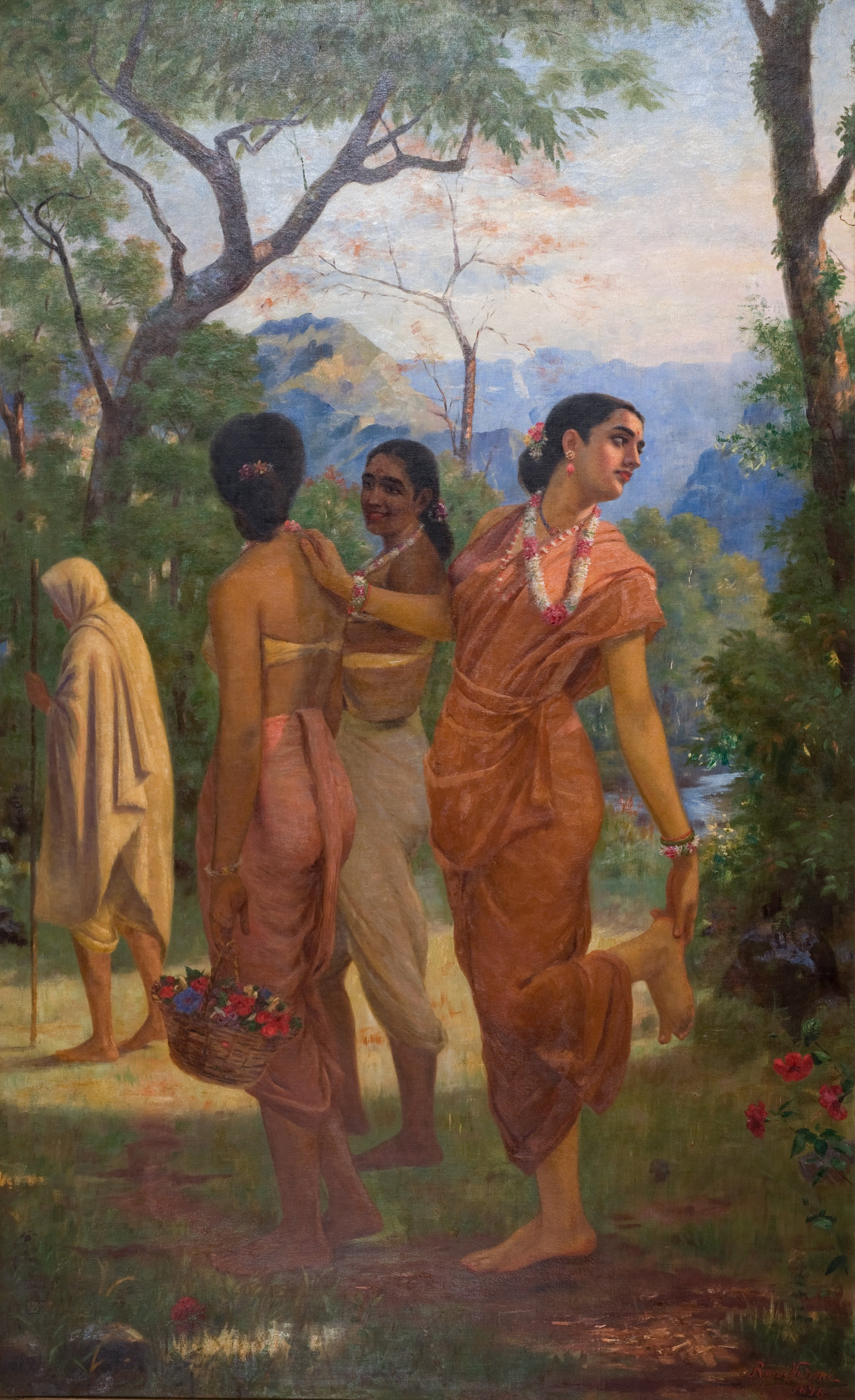
Ravi Varma-Shakuntala

Nace en el siglo VII a. C. e inicialmente recoge leyendas heroicas, epopeyas y mitos, relacionados con lo sagrado, pues se consideraba inspirado por los dioses. En tiempos posteriores, el drama indio tuvo una modalidad de tipo histórico-político al principio para después decantarse por las historias románticas y amorosas. Se conocen más de cuatrocientas obras dramáticas escritas en sánscrito y que han llegado hasta hoy. Hay un personaje cómico, denominado vidusaka que añade una nota jocosa a las incidencias del drama, similar al gracioso del teatro castellano.
El más antiguo autor dramático del que se tiene noticia es Asvaghosa (h. I d. C.)
Bodhayana (h. I d. C.) escribió Bhagavadajjukiya (El asceta convertido en cortesana), es una obra satírica y con cierto carácter moralista, donde entre un asceta y una cortesana se intercambian las almas en cada cuerpo, creando situaciones cómicas pero que a la vez despiertan las prácticas budistas.
Bhasa (h. II d. C.) intentó el drama realista con Carudatta, comedia de enredo entre gente corriente. Este subgénero también fue cultivado por el rey Sudraka (h. IV y V d. C.) con escasa aceptación.
Kalidasa (350-550 d. C.) contemporáneo en el reinado de Chandragupta II es el poeta más famoso, que además de dramaturgo, destacó en poesía épica y lírica. Sus principales obras son:
- Malavikagnimitra: Es una comedia de intriga basada en un conflicto amoroso entre la princisa Malavika y el rey Agnimitra.

- Urvashí (Vikramorvashiya): Está basada en las historias de amor de la ninfa Urvashi y el rey Pururavas que procede del libro védico Bṛihadāraṇyaka-upaniṣad.

- Sakuntalá (Abhijñanasakuntala): Es la obra cumbre del teatro indio, admirada por Goethe y los románticos, representada en tono musical, se trata de una bella historia de amor entre Sankuntalá, hija de un asceta y el rey Dusyanta, los equívocos y la magia provocan una triste separación que tras grandes peripecias acaba reuniendo felizmente a los enamorados.[6]

Vishakha Datta (h. 400 d. C.) en su obra Mudrarakshasa relata los engaños y traiciones de dos ministros de dos reyes rivales, con gran intriga y que ilustra la vida política india de la época.
Bhavabhuti (h. 700 d. C.) escribió la obra Malatimadhava (carácter del valeroso), donde se desarrollan las historias amorosas de Malatí con Madhava, donde hay oposiciones familiares y conflictos de intereses, de tal intensidad que fue denominado el Romeo y Julieta indio.
Krisnamishra (siglo XI) creó la primera obra de teatro alegórico indio con su obra Prabodhacandrodaya, sus personajes son conceptualizaciones de lo abstracto: el discernimiento, el conocimiento, el egoísmo, etc. que en una complicada trama acaba con la victoria de la religión, de gran sentido doctrinal aunque escaso valor literario.
Anandarayamakhin (h. 1700) escribió Jivanandana (La felicidad del alma), una obra donde la alegoría de un alma representada con el personaje de un rey encarcelado en su palacio (cuerpo físico), que lucha y vence a cuanto enemigo se presenta.

## La épica artística y el poema histórico
Tomando como modelo el Ramayana, se desarrolla en la India un subgénero épico artístico denominado mahakavya y que Dandin, escritor de finales del s. VII codificó una serie de normas y reglas estrictas en su obra Kavyadarsha (Espejo de arte poética)
Asvaghosa (h. 100 d. C.) escribió el Buddhacarita (La vida de Buda) considerado como la obra más antigua de género mahakavya. Se trata de una biografía poética de Buda que llega hasta su ascensión al nirvana y muerte terrena.
Kalidasa es autor de dos grandes poemas épicos:
- Kumarasambhava (El nacimiento de Kumara) donde se relata algunos aspectos de la vida de Asvaghosa, así como relatos románticos entre dioses, de gran sensualidad y belleza.
- Raghuvamsha (El linaje de Raghu) exalta al héroe del Ramayana, a los antepasados y sucesores.

Kalhana (mediados del siglo XII) escribió Rajatarangini (El torrente de los reyes). Es un poema histórico plagado de mitos y leyendas entremezclados con hechos históricos verdaderos así como observaciones críticas sobre soberanos, gobernantes, funcionarios; plagados de datos de gran erudición sobre genealogías, a la vez, epopeya y buen documento histórico.
Tulsi Das (1532-1623) contemporáneo de Cervantes y Shakespeare escribió Ramcaritmanas, que es una reelaboración del Ramayana, donde hay un lenguaje purista, estilo acertado y carácter aguerrido.

## La poesía lírica

### Saptasati
Las 700 estrofas, Saptasati o Sattasai, son una compilación de las más antiguas manifestaciones de la poesía lírica india, recopiladas por el rey Hala Satavahana.
Escritas en dialecto vulgar, están fechadas entre los siglos I y II de nuestra era, aunque muchas sean más antiguas.Cada estrofa es una unidad temática aunque existen estrofas que están interconectadas entre sí, relacionadas por la unidad temática común.La temática básica es el amor, precedidas por las descriptoras de la naturaleza, de carácter sapiencial, todas tienen en común su escasa longitud.

### Kalidasa
Además de triunfar como dramaturgo y épico, también fue un gran lírico indio. Su pequeña obra maestra en este género fue Ritusamhara (Descripción de las estaciones) que escribió de joven. Es una deliciosa descripción de las seis estaciones del año indio.
Meghaduta (La nube mensajera) es una ficción romántica donde pudo enviar un mensaje a la amada a través de una nube que describe el majestuoso paisaje del Ganges.

### Bharthihari
En la primera mitad del s. VII, Bharthihari compiló una serie de poesías escritas por él mismo, en tres centurias o satakas.
- La primera centuria está dedicada al amor y a la mujer.
- La segunda centuria versa sobre la sensatez y las obligaciones del hombre.
- La tercera centuria  está dedicada a la renuncia y al arte de la meditación

Se trata de una poesía ética con ideales morales y ascéticos, su estilo es sapiencial.

### Jayadeva
En el siglo XII, el poeta Jayadeva escribió Guitá govinda, que es una obra que participa de las características de la poesía épica artística, del drama y de la lírica. Son una serie de himnos amorosos acompañados por música danzada. Desarrolla el amor idílico entre Govinda y Radha, representando alegóricamente a Dios y al alma humana. Este poema está equiparado en la cultura india al Cantar de los Cantares de Salomón.

## Apólogos y narraciones fabulísticas
Destacan los cuentos orientales y fábulas (con animales que hablan, etc.) en colecciones como el Pañcha tantra (s. III), que tiene muchas historias en común con las Fábulas de Esopo (s. VI).

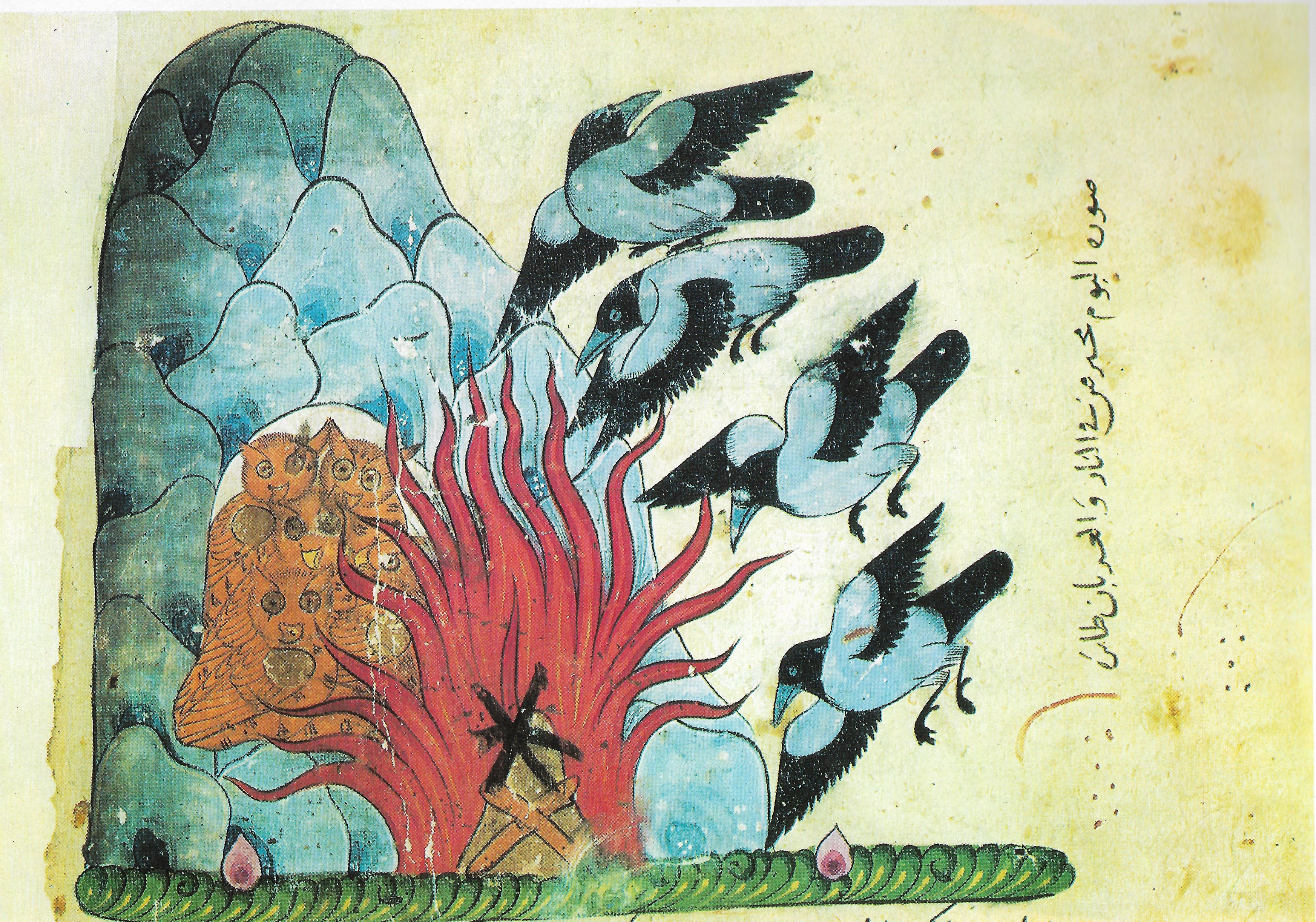
Calila y Dimna, relato procedente del Pañchatantra

### Pañchatantra
Pañchatantra significa “Los cinco libros” y lo componen 70 cuentos. El núcleo de la obra es el Tantrakhyayika, que es una colección de relatos de carácter doctrinal y moralizante atribuidos a Vishnú Sarman.
Fueron escritos entre el s. II y el s. VI. Vishnú Sarman escribió estos cuentos para impartir enseñanzas sobre moral y política a los hijos del rey Amara Shakti en la actual Cachemira. Traducido al persa en el s.VI se difundió al árabe en el 750, pasando directamente al castellano hacia el siglo XIII conocido como Calila y Dimna, así como al hebreo y desde éste al latín, traducido por Juan de Capua, desde el latín pasó a las lenguas europeas de la época.
Narayana escribió el Hitopadesha (La buena enseñanza) inspirado por las fábulas del Pañchatantra en una época indeterminada entre los siglos X y XIV.

### Brihatkatha
Brihatkatha ( El gran relato) fue escrito por Gunadhya.
El texto original se perdió. En el siglo XI, Ksemendra redactó una colección de 18 libros inspirados en el Brihatkatha y al que denominó Brihatkathamañjari (Un ramillete de flores del gran relato).
La narración principal es una historia de amor en la que se incluyen muchas tradiciones de la época, con un propósito didáctico y moralizante, donde la narración es novelada en tono épico y en un entorno burgués.
Somadeva en la segunda mitad del siglo XI compiló una extensa obra, casi tanto como el Ramayana, a la que denominó Kathasaritsagara (Océano de los ríos de los cuentos) y totalmente inspirados por el Brihatkatha. Contiene más de 350 relatos con una riqueza narrativa suprema, donde adapta bellas leyendas, episodios épicos, historias de amor, cuentos y peripecias realistas o de gran fantansía y sobrenaturalidad.

### La narrativa fabulística medieval
Sivadasa en el siglo XII escribió 25 relatos que recopiló en el Vetalapañcavimshatika, donde un rey es obligado a trasladar un cadáver con la promesa de no romper su silencio, pero al final de cada uno de los cuentos que les son narrados por un genio, rompe su promesa, con la obligación de tener que volver a escuchar otro cuento.
Simhasanadvatrimshika o Vikramacarita es otro cuento fechado entre los siglos XII y XIII, que sufrió varias elaboraciones donde 32 mujeres convertidas en estatuas relatan su historia particular.
En Sukasaptati (siglo XII) un papagayo cuenta hasta 69 cuentos con intención moralizante.

### La novela india en sus orígenes
A imitación en estilo a los grandes poemas épicos, nace en prosa, la novelística india. Dandin compuso el Dasakumaracarita (Las aventuras de los diez príncipes). La trama versa sobre muy diversas historias donde hay una gran seducción y erotismo.
Bana aportó varias obras de las que se conservan dos: el Kadambarí (son una recopilación de cuentos de tema amoroso, que están relacionadas con el Brihatkatha de Gunadhya) y el Harsacharita que trata sobre una novela biográfica del rey Harsavardhana (606-648).

## Obras técnicas y didácticas
En obras técnicas y didácticas escritas en sánscrito destaca un alto contenido literario debido al sentido artístico de los poetas indios.
Los temas son extensos y variados: medicina, astronomía (astrología), matemáticas, gramática, retórica, filosofía, derecho, política, psicología, antropología, etc...
Dharmasutra (h. 400 a. C.) es una colección de aforismos para la vida religiosa.
El código de Manu, Manavadharmashastra (entre s. II a. C. al II d. C.) es una compilación jurídica escrita en verso que ilumina escenarios partiendo desde la creación misma, atribuida a Manu, el primer hombre en la Tierra, tras el Gran Diluvio, el que legisla pensando en el futuro de la humanidad y considerado primer rey legislador, entre otros escritos inspiradores está el Dharmasutra. 
El Kautiliya-Arthashastra (s. III-IV) es un tratado sobre política  y buena administración gubernativa y vida pública indias.
El Kamasutra  (h. 500) es un tratado sobre amor y sexualidad compilados por Vatsyayana que recoge ideas y principios muy ancestrales del comportamiento humano regulado bajo una serie de normas y reglas que buscan la satisfacción sensual dispuestas en un orden y claro lenguaje.

## Influencia
Su influencia nos llegará a través de la literatura árabe, con la que España tuvo gran contacto durante algunos siglos. Así nos llegaron himnos (del griego hymnos, canción en alabanza a los dioses o a los héroes, que la Iglesia convirtió en cualquier canto de alabanza a Dios, con excepción de los Salmos) y oraciones, aforismos, épica, lírica, cuentos.